# 坦庫姆湖

52°27′4″N 10°37′21″E / 52.45111°N 10.62250°E

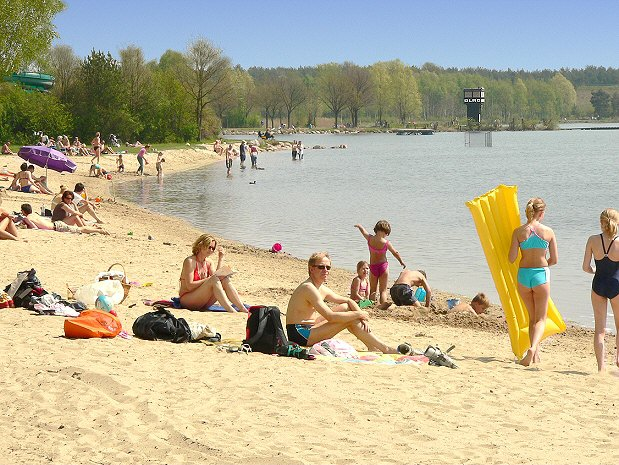

坦庫姆湖（德語：Tankumsee），是德國的湖泊，位於該國西北部，由下薩克森州負責管轄，處於吉夫霍恩縣，長1.2公里、寬0.8公里，面積0.62平方公里，最大水深18米。